# Stadła (Świniary Stare)
Stadła – część wsi Świniary Stare w Polsce, położona w województwie świętokrzyskim, w powiecie sandomierskim, w gminie Łoniów, należą do sołectwa Świniary Stare.
W latach 1975–1998 Stadła administracyjnie należały do województwa tarnobrzeskiego.